# Корноухов Євген Олександрович
Корноухов Євген Олександрович (1881–1919) — архівіст, музейний працівник, краєзнавець, знавець чернігівських церковних старожитностей, хранитель архіву музею і бібліотеки Чернігівської губернської вченої архівної комісії. Один з найактивніших членів Чернігівського ГУАК від 2 липня 1901.

## Біографія
Народився в Чернігові. Освіту здобув самостійно. Служив у Чернігівській духовній консисторії.

## Архівна діяльність
Брав участь у систематизації та упорядкуванні історичного архіву Комісії, до якого надходили на постійне зберігання відібрані, щоправда, здебільшого за «глухими» описами науково важливі документи з установ Черннігівської, а також Київської, Подільської, Волинської та Мінської губерній, де архівних комісій не було. 
Розбирав рукописні архівні документи Леньківської церкви Чернігівського губернського правління, Чернігівської духовної консисторії, відбирав у архіві Чернігівського дворянського депутатського зібрання та готував до публікації документи про формування дворянством Чернігівської губернії 1812 р. народного ополчення, також брав участь у підготовці розділу «Материалы и заметки» періодичного видання "Труды Черниговской губернской архивной комсии".
За дорученнями Чернігівської ГУАК брав участь у роботі комісії для розгляду і знищення старих діловодних справ архіву губернського правління; відібрані ним для зберігання справи архіву губернського правління; відібрані ним справи для зберігання обговорювалися на засіданні Чернігівської ГУАК та публікувався в її «Трудах». 
Був делегатом Першого з'їзду губернських архівних комісій та установ, що їм відповідають (6-8 травня 1914, Петербург). На його пропозицію про систематичне обстеження архівів губернії Чернігівською ГУАК влітку 1914 було створено ахівне бюро для вироблення програми обстеження, куди ввійшов і Є. К.

## Праці
- Из архива кн. В. Д. Голицына: письма разных лиц к вдове Стародубского полковника Марии Самойловичевой, урожденной Сулимовой, к ее зятю М. Корсаку и сыну последняго Максиму, с предисловием Е. А. Корноухова // Труды Черниговской

архивной комиссии. – Чернигов, 1911. – Вып. VIII. – С. 115–151
- Судьба бобровников, стрельцов и пташников Черниговской губернии // Там же. – Чернигов, 1913. – Вып. Х. – С. 56–73
- Материалы по истории формирования ополчения 1812 г. в Черниговской губернии (извлечены из дел Архива Черниговского дворянского депутатского собрания) // Там же. – Вып. Х. – С. 91–136.

## Смерть
Помер від пневмонії 1919 року.